# Гистондеацетилаза 1
 Гистондеацетилаза 1  — фермент, который у человека кодируется геном  HDAC1 .

## Функция
Осуществляет ацетилирование и деацетилирование гистонов, катализ мультисубъединичных комплексов, играет ключевую роль в регуляции в экспрессии эукариотических генов. Белок, кодируемый этим геном относится к семейству гистондезацетилаза/acuc/apha и является составной частью гистондезацетилазного комплекса. Он также взаимодействует с белком-супрессором опухоли ретинобластомы, и этот комплекс является ключевым элементом в управлении клеточной пролиферацией и дифференцировкой. Вместе с метастазосвязанным белком-2 MTA2, деацетилирует p53 и модулирует его действие на рост клеток и апоптоз.

## Модельные организмы
| Характеристики               | Фенотип      |
| ---------------------------- | ------------ |
| Жизнеспособность гомозитов   | Ненормальный |
| Recessive lethal study       | ненормальный |
| Плодовитость                 | Норма        |
| Вес тела                     | Норма        |
| Тревога                      | Норма        |
| Неврологическое обследование | Норма        |
| Сила хватания                | Норма        |
| Hot plate                    | Норма        |
| Dysmorphology                | Норма        |
| Indirect calorimetry         | Норма        |
| Глюкозотолерантный тест      | Норма        |
| Auditory brainstem response  | Норма        |
| DEXA                         | Норма        |
| Рентгенография               | Норма        |
| Температура тела             | Норма        |
| Eye morphology               | Норма        |
| Клиническая химия            | Норма        |
| Гематология                  | Норма        |
| Лимфоциты периферийной крови | Норма        |
| Тест микроядер               | Норма        |
| Масса сердца                 | Норма        |
| Гистопатология мозга         | Норма        |
| Гистопатология глаз          | Норма        |
| Сальмонелла                  | Normal       |
| Citrobacter infection        | Normal       |
| Все тесты и анализы из       |              |

Модельные организмы были использованы при исследовании функции HDAC1. Условная линия нокаутных мышей, под названием Hdac1tm1a(EUCOMM)Wtsi была создана в рамках международной программы консорциума  Нокаутная мышь  — проект мутагенеза высокой пропускной способности для создания и распространения животных моделей для изучения болезней заинтересованными учеными — в институте Сенгера. Мужские и женские особи прошли стандартное фенотипическое обследование для определения последствий удаления. Двадцать пять испытаний были проведены и два фенотипа оказались с отклонениями. Сокращение числа гомозиготных мутантов были определены у эмбрионов во время беременности, и никто не дожил до конца лактации. Остальные испытания проводились на гетерозиготных мутантах взрослых мышей, и не было обнаружено каких-либо существенных отклонений у этих животных.

## Взаимодействия
HDAC 1,как было выявлено, взаимодействует с: